# Diaprepocoris
Diaprepocoris is een geslacht van wantsen uit de familie van de Corixidae (Duikerwantsen). Het geslacht werd voor het eerst wetenschappelijk beschreven door Kirkaldy in 1897.

## Soorten
Het genus bevat de volgende soorten:

- Diaprepocoris barycephala Kirkaldy, 1897
- Diaprepocoris pedderensis Knowles, 1974
- Diaprepocoris personata Hale, 1924
- Diaprepocoris zealandiae Hale, 1924